# Antonio de Guadalupe Ramírez
Antonio de Guadalupe Ramírez fue un religioso franciscano español de la segunda mitad del siglo XVIII, nacido en México.
Fue misionero y catequista en el colegio de Propaganda Fide de Machuca y escribió en lengua otomí, con su traducción al castellano, un Breve compendio de todo lo que debe saber el cristiano (México, 1785)